# Francisco Flores Pérez
Francisco Guillermo Flores Pérez (Santa Ana, El Salvador, 17 de outubro de 1959 - San Salvador, 30 de janeiro de 2016) foi um político salvadorenho, graduado em Ciências Políticas e Filosofia, e foi presidente de El Salvador entre 1999 e 2004.

## Início na política
Nascido em Santa Ana a 17 de outubro de 1959 no seio de uma acomodada família mestiça conservadora. Estudou Filosofia no Amsherst College em Massachusetts, Estados Unidos, e ciências políticas nas universidades britânica de Oxford e estadounidense de Harvard. Além de estudos de filosofia oriental na Índia com o pensamento próprio do hinduísmo, apesar disto não deixou a religião católica.
Ingressou no mundo político após o assassinato de seu sogro Antonio Rodríguez Porth, Secretário privado da presidência no Governo de Alfredo Cristiani, nas mãos da guerrilha salvadorenha.
Começou com êxito sua carreira política no partido ARENA como Ministro de Planejamento. Depois como Vice-Ministro da Presidência, com função de assessor do Chefe de Estado, e dirigiu o Plano de Ação Governamental para lembrar os Tratados de Paz de janeiro de 1992 que acabaram com a luta armada entre a Frente Farabundo Martí para a Libertação Nacional (FMLN) e a Aliança Republicana Nacionalista de El Salvador (ARENA).
Nas eleições dE 20 de março de 1994, Flores foi eleito Deputado para a Assembleia Legislativa de El Salvador, e o presidente do país na época, Armando Calderón Sol, elegeu-o secretário de Informação para a Presidência.

## Presidência (1999-2004)

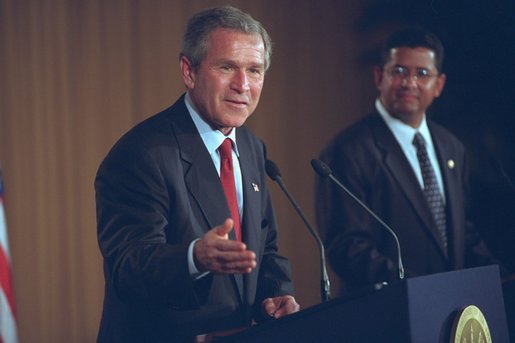
Em 24 de março de 2002, George W. Bush e Francisco Flores (à direita) concedem uma entrevista coletiva em San Salvador, El Salvador.

Em 29 de março de 1998 seu partido, a Aliança Republicana Nacionalista (ARENA) anunciou que Flores seria seu candidato para as eleições de 1999. Com 39 anos de idade (o chefe de Estado mais jovem de El Salvador junto a seu sucessor Antonio Saca), Flores converteu-se em presidente em 1 de agosto de 1999, sendo o terceiro do partido ARENA que conseguiu o cargo de forma consecutiva, sucedendo a sua correligionário Calderón Sol.
Em sua política econômica destacou por sua fidelidade na aplicação do modelo neoliberal, mudou a moeda de curso legal do país, o colón salvadoreño, pelo dólar norte-americano em 2 de janeiro de 2001, por meio da Lei de Integração Monetária (promovida por seu governo e aprovada pela Assembleia Legislativa em novembro de 2000), que implicava o processo de dolarização de todas as transações econômicas e financeiras em um prazo de seis meses.
Em política internacional o governo de Flores destacou pelo apoio à ocupação do Iraque por parte de Estados Unidos e o envio de tropas salvadorenhas, sendo o país latino-americano que deu mais apoio político e militar ao governo norte-americano, também foi dos poucos mandatários que reconheceu o efêmero governo golpista de Pedro Carmona na Venezuela. Outro membro de seu Partido, Antonio Saca, substituiu-lhe na presidência em agosto de 2004.

## Morte
Flores morreu dia 30 de janeiro de 2016 após internação de 6 dias em estado de coma clínico em um hospital de San Salvador. Uma análise feita dia 27 de janeiro havia apontado que ele sofreu um infarto com edema cerebral severo da artéria média esquerda e que isto teria provocado uma deterioração neurológica irreversível.